# Peter Nocke
Peter Nocke (* 25. Oktober 1955 in Langenberg) ist ein ehemaliger deutscher Schwimmsportler, Europameister (9-fach) und Weltmeister.

## Sportausbildung und Karriere
Als Mitglied der Wasserfreunde Wuppertal wurde er von Heinz Hoffmann und Ernst-Joachim Küppers trainiert. 1973 erfolgte sein Durchbruch als Schwimmsportler. Von 1974 bis 1977 beherrschte er seine deutschen und europäischen Gegner über 100 und 200 m Freistil, wobei er sich durch seinen eleganten Schwimmstil auszeichnete, der es ihm ermöglichte, auch nach einem mittelmäßigen Start aufzuholen und die Konkurrenten dann auf den letzten Metern im Endkampf zu bezwingen. Er wurde jeweils Deutscher Meister und errang auf diesen Strecken, ohne je geschlagen zu werden, acht Einzeltitel; einen 9. Einzeltitel sicherte er sich 1977, als er auch noch über 400 m Freistil triumphierte.
Unbezwungen beendete er auch die Europameisterschaften 1974 in Wien und 1977 in Jönköping, als er die gesamte Konkurrenz sowohl über 100 m als auch 200 m Freistil besiegte. Zusammen mit den Erfolgen in der Staffel errang er neun Europameisterschaftssiege und eine Weltmeisterschaft (4-mal-200-Meter-Freistilstaffel). Bei seinen großen Einzelerfolgen bezwang er unter anderen seine größten Rivalen Klaus Steinbach (regelmäßig an den Deutschen Meisterschaften sowie an den Europameisterschaften 1974 über 200 m Freistil von Peter Nocke geschlagen und auf Platz 2 verwiesen), Wladimir Bure (jeweils an den Europameisterschaften 1974 und 1977 vom Sieger Peter Nocke über 100 m Freistil im Kampf um den Titel bezwungen), Andrei Krylow (an den Europameisterschaften 1977 über 200 m Freistil von Peter Nocke niedergerungen), Marcello Guarducci, Werner Lampe und Frank Wennmann (an den Deutschen Meisterschaften 1977 über 400 m Freistil von Peter Nocke mit letzter Kraft niedergekämpft).
Einzig bei Weltmeisterschaften und Olympischen Spielen musste er sich den stärkeren US-Amerikanern geschlagen geben, wobei er bei den Olympischen Spielen 1976 in Montreal immerhin die Bronzemedaille über 100 m Freistil (hinter James Montgomery und Jack Babashoff, aber vor Klaus Steinbach und Wladimir Bure) erkämpfte, und bei den Weltmeisterschaften in Cali (1975) mit der 4-mal-200-Meter-Freistilstaffel Sieg und Titel errang, als die US-Amerikaner disqualifiziert wurden.
Auch bei den Masters (Schwimmsenioren) errang er viele Siege an Deutschen Meisterschaften und Europameisterschaften. Anlässlich der Masters-Europameisterschaften in Palma 2001 triumphierte Peter Nocke mit vier Einzelgoldmedaillen über 100 m Schmetterling und 100 m Freistil (er schlug dabei jeweils den Deutschen Peter Kauch), über 50 m Schmetterling (er besiegte dabei den Briten Simon Veale) und über 50 m Freistil (er bezwang dabei den Russen Nikolai Chibarev). Bei den deutschen Meisterschaften 2007 in Regensburg siegte er erneut und besiegte im 50 m Freistil und beim Schmetterling alle Gegner in der Altersklasse 50, wobei er nach hartem Kampf insbesondere Ernst Denzer und Herbert Lindacher bezwang.

## Ehrungen
Für den Gewinn der Bronzemedaille bei den Olympischen Spielen in Montreal erhielt er von Bundespräsident Walter Scheel das Silberne Lorbeerblatt. Die Ehrung nahm Bundeskanzler Helmut Schmidt beim Empfang der deutschen Olympiamannschaft im Oktober 1976 in Bonn vor. Diese Auszeichnung ergänzte die zahlreichen Siege im Rahmen seiner erfolgreichen Sportlerkarriere.

## Sport und Kunst
Peter Nocke gehört zu den deutschen Spitzensportlern seiner aktiven Zeit, die für den Skulpturen-Zyklus OLYMPIA des Bildhauers Arno Breker als Modell dienten. Der Künstler gestaltete unter anderem die Nocke-Bronze „Der Sieger – Vor dem Start“, Porträt-Köpfe und Zeichnungen. Auch Nockes Freunde und Zeitgenossen wie Walter Kusch, Jürgen Hingsen, Klaus Steinbach, Eberhard Gienger und die Olympiasiegerin Ulrike Nasse-Meyfarth standen im gleichen Atelier Modell, um vom Künstler „in Wertschätzung ihrer Leistungen und Vorbildfunktionen in der Gesellschaft“ auch „in einem Kunstwerk der Nachwelt in Erinnerung zu bleiben“. Fast in der gleichen Zeit schuf der Porträtist Kurt Arentz eine Bronzebüste von Ulrike Meyfarth.
Nocke blieb auch nach seiner aktiven Sportzeit dem Schwimmsport durch die Förderung von Talenten verbunden. Zudem hielt er seinem langjährigen Wohnort Wuppertal die Treue.